# Tweede Kamerverkiezingen in het kiesdistrict Hilversum

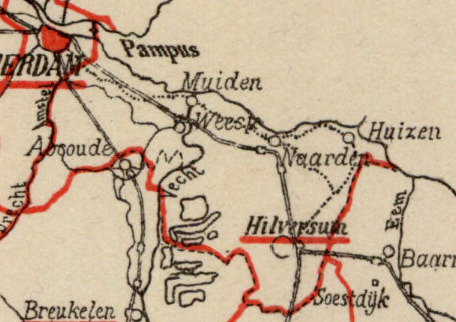
Kiesdistrict Hilversum (1888)

Tweede Kamerverkiezingen in het kiesdistrict Hilversum geeft een overzicht van verkiezingen voor de Nederlandse Tweede Kamer in het kiesdistrict Hilversum in de periode 1878-1918.
Het kiesdistrict Hilversum werd ingesteld in 1878. Tot het kiesdistrict behoorden de volgende gemeenten: Abcoude-Baambrugge, Abcoude-Proostdij, Ankeveen, Blaricum, Breukelen-Nijenrode, Breukelen-Sint Pieters, Bussum, Diemen, 's Graveland, Hilversum, Huizen, Kortenhoef, Laren, Loenen, Loenersloot, Loosdrecht, Muiden, Naarden, Nederhorst den Berg, Nigtevecht, Ruwiel, Vinkeveen, Vreeland, Watergraafsmeer, Weesp en Weesperkarspel.
In 1888 werd de indeling van het kiesdistrict gewijzigd. De gemeenten Abcoude-Baambrugge, Abcoude-Proostdij, Breukelen-Nijenrode, Breukelen-Sint Pieters, Loenen, Loenersloot, Loosdrecht, Ruwiel, Vinkeveen en Vreeland werden toegevoegd aan het kiesdistrict Breukelen. Tevens werd een gedeelte van het kiesdistrict Amsterdam (de gemeente Ouder-Amstel) toegevoegd aan het kiesdistrict Hilversum.
Het kiesdistrict Hilversum was in dit tijdvak een enkelvoudig kiesdistrict: het vaardigde per zittingsperiode één lid af naar de Tweede Kamer.
Legenda
- cursief: in de eerste verkiezingsronde geëindigd op de eerste of tweede plaats, en geplaatst voor de tweede ronde;
- vet: gekozen als lid van de Tweede Kamer.

## 26 februari 1878
De verkiezingen werden gehouden vanwege de instelling van het kiesdistrict Hilversum.
|                                 | 26 februari | 12 maart |
| ------------------------------- | ----------- | -------- |
| Kiesgerechtigden                | 1.827       | 1.827    |
| Opkomst                         | 1.302       | 1.350    |
| Geldige stemmen                 | 1.297       | 1.336    |
| Blanco stemmen                  | 2           | 10       |
| Kandidaten                      |             |          |
| A. Schimmelpenninck van der Oye | 454         | 804      |
| L.G. Verwer                     | 471         | 532      |
| L.G. Greeve                     | 202         |          |
| A.L. van Tienen                 | 95          |          |
| C. Hartsen                      | 50          |          |
| W. van Goltstein                | 20          |          |

## 10 juni 1879
De verkiezingen werden gehouden vanwege de afloop van de zittingstermijn van de helft van het aantal leden van de Tweede Kamer.
|                                            | 10 juni |
| ------------------------------------------ | ------- |
| Kiesgerechtigden                           | 1.894   |
| Opkomst                                    | 1.119   |
| Geldige stemmen                            | 1.111   |
| Blanco stemmen                             | 3       |
| Kandidaten                                 |         |
| A. Schimmelpenninck van der Oye            | 840     |
| D.J.A.A. van Lawick van Pabst tot Nijevelt | 253     |

## 9 mei 1882
Alex Schimmelpenninck van der Oye, gekozen bij de verkiezingen van 10 juni 1879, trad op 1 mei 1882 af in verband met zijn benoeming als administrateur van het Kroondomein. Om in de ontstane vacature te voorzien werd een tussentijdse verkiezing gehouden.
|                  | 9 mei |
| ---------------- | ----- |
| Kiesgerechtigden | 2.109 |
| Opkomst          | 1.337 |
| Geldige stemmen  | 1.312 |
| Blanco stemmen   | 20    |
| Kandidaten       |       |
| T.P. Mackay      | 728   |
| J.F.H. Bekhuis   | 550   |

## 12 juni 1883
De verkiezingen werden gehouden vanwege de afloop van de zittingstermijn van de helft van het aantal leden van de Tweede Kamer.
|                  | 12 juni |
| ---------------- | ------- |
| Kiesgerechtigden | 2.183   |
| Opkomst          | 973     |
| Geldige stemmen  | 943     |
| Blanco stemmen   | 29      |
| Kandidaten       |         |
| T.P. Mackay      | 851     |
| J.N. Bastert     | 33      |

## 28 oktober 1884
De verkiezingen werden gehouden vanwege ontbinding van de Tweede Kamer.
|                                | 28 oktober |
| ------------------------------ | ---------- |
| Kiesgerechtigden               | 2.225      |
| Opkomst                        | 1.625      |
| Geldige stemmen                | 1.620      |
| Blanco stemmen                 | 2          |
| Kandidaten                     |            |
| T.P. Mackay                    | 1.004      |
| J.E. Huydecoper van Nigtevecht | 606        |

## 15 juni 1886
De verkiezingen werden gehouden vanwege ontbinding van de Tweede Kamer.
|                        | 15 juni |
| ---------------------- | ------- |
| Kiesgerechtigden       | 2.370   |
| Opkomst                | 1.945   |
| Geldige stemmen        | 1.941   |
| Blanco stemmen         | 2       |
| Kandidaten             |         |
| T.P. Mackay            | 1.160   |
| C.J. Hacke van Mijnden | 770     |

## 1 september 1887
De verkiezingen werden gehouden vanwege ontbinding van de Tweede Kamer.
|                        | 1 september |
| ---------------------- | ----------- |
| Kiesgerechtigden       | 2.453       |
| Opkomst                | 1.543       |
| Geldige stemmen        | 1.530       |
| Blanco stemmen         | 9           |
| Kandidaten             |             |
| T.P. Mackay            | 986         |
| C.J. Hacke van Mijnden | 539         |

## 6 maart 1888
De verkiezingen werden gehouden na vervroegde ontbinding van de Tweede Kamer.
|                  | 6 maart |
| ---------------- | ------- |
| Kiesgerechtigden | 3.733   |
| Opkomst          | 3.053   |
| Geldige stemmen  | 3.040   |
| Blanco stemmen   | 3       |
| Kandidaten       |         |
| T.P. Mackay      | 2.148   |
| W.H. de Beaufort | 864     |

## 9 juni 1891
De verkiezingen werden gehouden na ontbinding van de Tweede Kamer.
|                  | 9 juni |
| ---------------- | ------ |
| Kiesgerechtigden | 3.830  |
| Opkomst          | 2.571  |
| Geldige stemmen  | 2.553  |
| Blanco stemmen   | 11     |
| Kandidaten       |        |
| T.P. Mackay      | 1.917  |
| W. Koster        | 616    |

## 10 april 1894
De verkiezingen werden gehouden na vervroegde ontbinding van de Tweede Kamer.
|                    | 10 april | 24 april |
| ------------------ | -------- | -------- |
| Kiesgerechtigden   | 3.927    | 3.766    |
| Opkomst            | 2.739    | 3.122    |
| Geldige stemmen    | 2.726    | 3.083    |
| Blanco stemmen     | 10       | 35       |
| Kandidaten         |          |          |
| T.P. Mackay        | 1.120    | 1.797    |
| H.J.A.M. Schaepman | 804      | 1.286    |
| H. Waller          | 421      |          |
| A.N.J. Fabius      | 371      |          |

## 26 januari 1897
Theo Mackay, gekozen bij de verkiezingen van 10 en 24 april 1894, trad op 1 januari 1897 af in verband met zijn benoeming als lid van de Algemene Rekenkamer. Om in de ontstane vacature te voorzien werd een tussentijdse verkiezing gehouden.
|                                 | 26 januari | 10 februari |
| ------------------------------- | ---------- | ----------- |
| Kiesgerechtigden                | 4.110      | 4.110       |
| Opkomst                         | 2.057      | 2.176       |
| Geldige stemmen                 | 1.995      | 2.094       |
| Blanco stemmen                  | 55         | 62          |
| Kandidaten                      |            |             |
| J.H.J. Quarles van Ufford       | 714        | 1.060       |
| A.P.R.C. van Borch van Verwolde | 643        | 1.024       |
| A.N.J. Fabius                   | 610        |             |

## 15 juni 1897
De verkiezingen werden gehouden na ontbinding van de Tweede Kamer.
|                           | 15 juni |
| ------------------------- | ------- |
| Kiesgerechtigden          | 7.597   |
| Opkomst                   | 6.162   |
| Geldige stemmen           | 5.968   |
| Blanco stemmen            | 194     |
| Kandidaten                |         |
| S. van Heemstra           | 3.003   |
| J.H.J. Quarles van Ufford | 1.545   |
| J. Baron                  | 1.420   |

## 14 juni 1901
De verkiezingen werden gehouden na ontbinding van de Tweede Kamer.
|                        | 14 juni | 27 juni |
| ---------------------- | ------- | ------- |
| Kiesgerechtigden       | 7.789   | 7.789   |
| Opkomst                | 5.800   | [ 7 ]   |
| Geldige stemmen        | 5.675   | 5.496   |
| Blanco stemmen         | 125     | 107     |
| Kandidaten             |         |         |
| S. van Heemstra        | 1.262   | 3.239   |
| F.J.M.A. Reekers       | 1.710   | 2.257   |
| J. van Loenen Martinet | 892     |         |
| H. Gorter              | 576     |         |

## 16 juni 1905
De verkiezingen werden gehouden na ontbinding van de Tweede Kamer.
|                  | 16 juni |
| ---------------- | ------- |
| Kiesgerechtigden | 10.026  |
| Opkomst          | 8.311   |
| Geldige stemmen  | 8.184   |
| Blanco stemmen   | 127     |
| Kandidaten       |         |
| S. van Heemstra  | 4.464   |
| N.H. van Roggen  | 1.996   |
| J.J.B. Fanoy     | 821     |
| H. Gorter        | 791     |
| W.H. Lieftinck   | 112     |

## 11 juni 1909
De verkiezingen werden gehouden na ontbinding van de Tweede Kamer.
|                    | 11 juni |
| ------------------ | ------- |
| Kiesgerechtigden   | 11.419  |
| Opkomst            | 7.535   |
| Geldige stemmen    | 7.394   |
| Blanco stemmen     | 141     |
| Kandidaten         |         |
| S. van Heemstra    | 4.913   |
| N.H. van Roggen    | 1.657   |
| T. van der Waerden | 824     |

## 1 februari 1912
Schelto van Heemstra, gekozen bij de verkiezingen van 11 juni 1909, overleed op 20 december 1911. Om in de ontstane vacature te voorzien werd een naverkiezing gehouden.
|                    | 1 februari | 8 februari |
| ------------------ | ---------- | ---------- |
| Kiesgerechtigden   | 13.644     | 13.644     |
| Opkomst            | [ 7 ]      | [ 7 ]      |
| Geldige stemmen    | 8.299      | 9.020      |
| Blanco stemmen     | 135        | 91         |
| Kandidaten         |            |            |
| V.H. Rutgers       | 3.584      | 4.952      |
| W.J.E.H.M. de Jong | 2.092      | 4.068      |
| H.T. s'Jacob       | 1.736      |            |
| T. van der Waerden | 784        |            |
| D.J. Wijnkoop      | 103        |            |

## 17 juni 1913
De verkiezingen werden gehouden na ontbinding van de Tweede Kamer.
|                    | 17 juni |
| ------------------ | ------- |
| Kiesgerechtigden   | 14.839  |
| Opkomst            | [ 7 ]   |
| Geldige stemmen    | 12.852  |
| Blanco stemmen     | 178     |
| Kandidaten         |         |
| V.H. Rutgers       | 6.507   |
| W.J.E.H.M. de Jong | 4.367   |
| T. van der Waerden | 1.160   |
| Æ. Mackay          | 710     |
| G.A. Vader         | 108     |

## 15 juni 1917
De verkiezingen werden gehouden na ontbinding van de Tweede Kamer.
|                  | 15 juni |
| ---------------- | ------- |
| Kiesgerechtigden | 16.638  |
| Opkomst          | [ 7 ]   |
| Geldige stemmen  | 7.617   |
| Blanco stemmen   | 178     |
| Kandidaten       |         |
| V.H. Rutgers     | 5.569   |
| W. Heineken      | 1.066   |
| G.A. Vader       | 804     |

## Opheffing
De verkiezing van 1917 was de laatste verkiezing voor het kiesdistrict Hilversum. In 1918 werd voor verkiezingen voor de Tweede Kamer overgegaan op een systeem van evenredige vertegenwoordiging met kandidatenlijsten van politieke partijen.